# Траутдейл (Орегон)
Траутдейл (англ. Troutdale) — місто (англ. city) в США, в окрузі Мултнома штату Орегон. Населення — 16 300 осіб (2020).

## Географія
Траутдейл розташований за координатами 45°32′20″ пн. ш. 122°23′35″ зх. д. / 45.53889° пн. ш. 122.39306° зх. д. (45.538930, -122.393027).  За даними Бюро перепису населення США в 2010 році місто мало площу 15,59 км², з яких 15,38 км² — суходіл та 0,22 км² — водойми.

## Демографія
Згідно з переписом 2010 року, у місті мешкали 15 962 особи в 5671 домогосподарстві у складі 4208 родин. Густота населення становила 1024 особи/км².  Було 5907 помешкань (379/км²).
Расовий склад населення:
| - 83,6 % — білих - 4,6 % — азіатів - 2,1 % — чорних або афроамериканців - 1,0 % — корінних американців - 0,4 % — вихідців з тихоокеанських островів - 4,2 % — осіб інших рас |

До двох чи більше рас належало 4,0 %. Частка іспаномовних становила 10,6 % від усіх жителів.
За віковим діапазоном населення розподілялося таким чином: 27,5 % — особи молодші 18 років, 64,9 % — особи у віці 18—64 років, 7,6 % — особи у віці 65 років та старші. Медіана віку мешканця становила 34,0 року. На 100 осіб жіночої статі у місті припадало 96,1 чоловіків;  на 100 жінок у віці від 18 років та старших — 93,8 чоловіків також старших 18 років.
Середній дохід на одне домашнє господарство  становив 71 209 доларів США (медіана — 60 340), а середній дохід на одну сім'ю — 80 946 доларів (медіана — 70 691). Медіана доходів становила 50 672 долари для чоловіків та 38 739 доларів для жінок. За межею бідності перебувало 14,5 % осіб, у тому числі 19,3 % дітей у віці до 18 років та 5,9 % осіб у віці 65 років та старших.
Цивільне працевлаштоване населення становило 7728 осіб. Основні галузі зайнятості: освіта, охорона здоров'я та соціальна допомога — 23,8 %, роздрібна торгівля — 12,6 %, виробництво — 10,8 %.